# Little Bernera
Little Bernera est une île du Royaume-Uni située en Écosse située au large de la côte ouest de l'île de Lewis dans les Hébrides extérieures.